# حسین هاشمی تختی
حسین هاشمی تختی‌نژاد (زاده ۱۳۴۰ بندرعباس) سیاستمدار ایرانی است که نماینده مردم بندرعباس، قشم، حاجی‌آباد، بندرخمیر و ابوموسی از استان هرمزگان در دوره دهم مجلس شورای اسلامی بوده است
هاشمی تختی در سال ۱۳۸۸   به عنوان استاندار هرمزگان منصوب شد وی به مدت سه سال استاندار هرمزگان بوده است. مهرماه سال ۱۳۹۱ وی از سمت استانداری کنار گذاشته شد.
هاشمی تختی در انتخابات دهمین دوره مجلس شورای اسلامی از حوزه انتخابیه بندرعباس، قشم، حاجی‌آباد، بندرخمیر و ابوموسی نامزد نمایندگی شد و با کسب ۱۷۷ هزار و ۸۲۶ رای معادل ۴۹ درصد آرای مردم توانست به عنوان نفر نخست از این حوزه به مجلس دهم راه یابد.
او در سابقه فعالیت‌هایش مشاور استاندار کهکیلویه و بویر احمد در سال ۱۳۸۵ تا ۱۳۸۶، معاون سیاسی امنیتی استاندار بوشهر در سال‌های ۱۳۸۶ تا ۱۳۸۸، سرپرستی استانداری بوشهر در سال۱۳۸۸  و مدیرکلی سازمان بازرسی استان کرمان در سال‌های ۱۳۹۱ تا ۱۳۹۲  را در کارنامه دارد و همچنین عضو هیئت مدیره خانه صنعت کاران ایران می باشد.